# John T. Parsons
John Thoren Parsons (13 de outubro de 1913 — 19 de abril de 2007) foi um engenheiro estadunidense.
Pioneiro do Comando numérico computadorizado (CNC) para máquinas ferramentas, na década de 1940.